# Pedicia (Crunobia) pallens
Pedicia (Crunobia) pallens is een tweevleugelige uit de familie Pediciidae. De soort komt voor in het Palearctisch gebied.